# Пиргавац петопрсничар
Пиргавац петопрсничар (лат. Pyrgus serratulae) врста је лептира из породице скелара (лат. Hesperiidae).

## Опис
Пиргавац има четвртасту мрљу уз руб крила. Испод предњег руба налази се овална бела тачка, што је карактеристика ове врсте.

## Распрострањење и станиште
Иако га у Европи има само на југу, у Србији је последњих година најчешће бележен у западној Србији. Налази су ретки, делом због тешкоћа у детерминацији, али и због тога што врста није широко распрострањена већ локална. Омиљена станишта су му цветне ливаде и предели обрасли жбуњем, али се може наћи и на прилично каменом терену.

## Биљке хранитељке
Основна биљка хранитељка је петопрсница (Potentilla spp.).